# Chaetopterna satunini
Chaetopterna satunini là một loài Trichoptera trong họ Limnephilidae. Chúng phân bố ở miền Cổ bắc.